# Martin Julian Buerger
Martin Julian Buerger (Detroit, Michigan, 8 de abril de 1903 - Lincoln, Massachusetts, 26 de febrero de 1986) fue un cristalógrafo estadounidense, profesor de mineralogía en el Instituto de Massachusetts de Tecnología.

## Semblanza
Buerger inventó la cámara de precesión para experimentos de cristalografía de rayos X. Fue autor de una docena de libros y monografías y más de doscientos artículos.

## Reconocimientos
- Recibió la medalla Arthur L. Day de la Sociedad Geológica de América en 1951.[1]
- Premiado con la Medalla Roebling en 1958.

## Eponimia
- El mineral buergerita ha recibido su nombre.[3]
- La Asociación Americana de Cristalografía estableció el «Premio MJ Buerger» en su honor.